# 2534 Houzeau
2534 Houzeau је астероид главног астероидног појаса са пречником од приближно 31,16 .
Афел астероида је на удаљености од 3,691 астрономских јединица (АЈ) од Сунца, а перихел на 2,591 АЈ.
Ексцентрицитет орбите износи 0,175, инклинација (нагиб) орбите у односу на раван еклиптике 0,807 степени, а орбитални период износи 2033,852 дана (5,568 година).
Апсолутна магнитуда астероида је 10,90 а геометријски албедо 0,079.
Астероид је откривен 2. новембра 1931. године.